# Гагарінський Юрій Володимирович
Юрій Володимирович Гагарінський (16 лютого (1 березня) 1915, село Петрівка, Гадяцький повіт, Полтавська губернія — 22 січня 1976, Владивосток) — радянський хімік-неорганік, доктор хімічних наук (1964), професор (1967), член-кореспондент Академії наук СРСР (1970).

## Біографія
Син сільського лікаря (п'ята дитина в сім'ї, мати народила його в 48 років). Після смерті батька переїхав до Москви, де на той час вже жили старші брати і сестри.
Закінчив хімічний факультет МДУ (1937, з відзнакою). Збирався вступати до аспірантури, але через те, що вказав в анкеті, що брат служив у Білій армії та потім емігрував до Болгарії, був виключений з комсомолу.
Вчитель математики та фізики середньої школи у Рєдкино (Калінінська область) (1937—1939), змінний інженер на Клинській фабриці штучного волокна (1939—1941).
У 1941—1946 служив у РСЧА, учасник німецько-радянської війни, останнє військове звання підполковник, посада — начальник хімічного відділу армії. Після демобілізації — науковий співробітник на кафедрі термохімії МДУ.
У 1947—1961 працював у «закритому» НДІ хімічної промисловості СРСР. Учасник атомного проєкту, займався питаннями хімії та технології урану, полонію, тритію та інших радіоактивних елементів. Тема хімії та технології отримання фторидів урану лягла в основу його кандидатської та докторської дисертацій, а потім написаної спільно з Л. Хрипіним монографії «Тетрафторид урану».
У 1961 році переїхав до Новосибірська, науковий співробітник Інституту неорганічної хімії СВ АН СРСР, керував лабораторією хімії урану та торію. Із 1966 року — у Відділі хімії Далекосхідної філії АН СРСР, яка під його керівництвом в 1970 році була рефомована в Далекосхідний науковий центр.
Доктор хімічних наук (1964). Професор (1967). Член-кореспондент АН СРСР (1970).
Область наукових інтересів: термодинамічні властивості галогенідів, оксидів та інших сполук урану, кристалічних структур неорганічних сполук.

## Звання та нагороди
Нагороджений орденами Червоної Зірки (1944), Вітчизняної війни I ступеня (1945), Трудового Червоного Прапора (1975).